# VTC Pezinok
VTC Pezinok est un club slovaque de volley-ball fondé en 1990 et basé à Pezinok, évoluant pour la saison 2019-2020 en Extraliga Ženy.

## Palmarès
- Coupe de Slovaquie
  - Vainqueur : 2020[3]
  - Finaliste : 2006.

## Historique des logos

Ancienne logo
logo de VTC Pezinok

## Effectifs

### Saison 2020-2021
| No                                        | Nom                                       | Date de naissance                         | Taille                         | Poids                          | Poste                          |
| ----------------------------------------- | ----------------------------------------- | ----------------------------------------- | ------------------------------ | ------------------------------ | ------------------------------ |
| 1                                         | Marta Fartelová                           | 6 juin 1998                               | 178                            |                                | Réceptionneuse-attaquante      |
| 2                                         | Lívia Kručovská                           | 23 septembre 1987                         | 178                            | 60                             | Centrale                       |
| 3                                         | Tereza Hrušecká                           | 2 juillet 2002                            | 197                            | 80                             | Centrale                       |
| 4                                         | Skarleta Jančová                          | 16 janvier 1997                           | 167                            | 61                             | Libero                         |
| 5                                         | Viktória Kováčová                         | 5 novembre 2001                           | 175                            | 60                             | Libero                         |
| 6                                         | Karolína Kucserová                        | 30 avril 2002                             | 188                            |                                | Réceptionneuse-attaquante      |
| 7                                         | Kristína Laučíková                        | 6 février 2002                            | 173                            | 67                             | Passeuse                       |
| 8                                         | Kristína Maštalírová                      | 26 février 1996                           | 185                            | 65                             | Réceptionneuse-attaquante      |
| 9                                         | Michaela Mattová                          | 21 février 2000                           | 175                            |                                | Réceptionneuse-attaquante      |
| 10                                        | Diana Návratová                           | 4 mai 2003                                | 183                            | 69                             | Attaquante                     |
| 11                                        | Zuzana Písečná                            | 28 mai 1997                               | 187                            | 72                             | Attaquante                     |
| 12                                        | Kristína Ráchelová                        | 6 juillet 1997                            | 189                            | 67                             | Centrale                       |
| 13                                        | Lucia Sedláčková                          | 7 juin 1999                               | 176                            | 70                             | Passeuse                       |
| 14                                        | Ema Smiešková                             | 3 janvier 2003                            | 185                            | 73                             | Centrale                       |
| 15                                        | Andrea Snopková                           | 29 mai 1987                               | 182                            | 67                             | Passeuse                       |
| 16                                        | Agostina Soria                            | 9 octobre 1998                            | 179                            | 65                             | Réceptionneuse-attaquante      |
| 17                                        | Anastasia Trach                           | 15 novembre 1988                          | 186                            | 63                             | Attaquante                     |
|                                           |                                           |                                           |                                |                                |                                |
| Encadrement technique                     | Encadrement technique                     |                                           | Légende                        | Légende                        | Légende                        |
| Entraîneur : Eva Koseková                 | Entraîneur : Eva Koseková                 | Entraîneur : Eva Koseková                 | : Capitaine                    | : Capitaine                    | : Capitaine                    |
| Entraîneur(s) adjoint(s) : Jaroslav Nosek | Entraîneur(s) adjoint(s) : Jaroslav Nosek | Entraîneur(s) adjoint(s) : Jaroslav Nosek | : Joueuse blessée actuellement | : Joueuse blessée actuellement | : Joueuse blessée actuellement |